# Axel Theodor Kittendorff

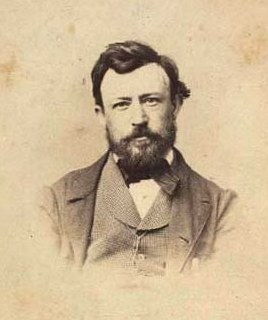
Axel Theodor Kittendorff

Axel Theodor Kittendorff (* 19. Oktober 1821 in Kopenhagen; † 8. März 1868 ebenda) war ein dänischer Holzschneider und Inhaber einer Verlagsbuchhandlung.

## Leben
Der Sohn des Webermeisters Johan Adolph Friedrich Kittendorff (1793–1849) und der Anna Amalia Elisabeth, geborene Kuhn (1797–1864) wuchs mit seinen Geschwistern Amalia Eleonore (1817–1890) und Johan Adolph in Kopenhagen auf. Hier absolvierte er zunächst eine Lehre bei dem Xylographen Andreas Flinch (1813–1872), studierte gleichzeitig 1834 bis 1846 an der Kopenhagener Kunstakademie, zuletzt an deren Modellschule, und stellte bereits eigene Arbeiten aus. 1848 und 1849 war er als Holzschneider in Berlin und Leipzig tätig. In Kopenhagen gründete er anschließend gemeinsam mit Johan Agaard eine Buch- und Kunsthandlung, das xylographische Institut Kittendorff & Aagaard, bei dem weitere namhafte Holzschneider lernten oder tätig wurden, unter anderem Hans Christian Henneberg (1826–1893), Johan Frederik Rosenstand (1820–1887) und Hans Peter Hansen (1829–1899). Die Verlagsbuchhandlung gab auch illustrierte Werke heraus – unter anderem Einzelblätter und Illustrationen von Johan Adolph Kittendorff. Nachdem das Verlagsgeschäft mehr und mehr stagnierte, reduzierte Kittendorf seine künstlerische Tätigkeit und widmete sich fast ausschließlich dem Verkauf von Mal- und Zeichenbedarf.
Am 19. April 1853 heiratete Axel Kittendorff die Kopenhagener Kaufmannstochter Emilie Christiane Catharina Kretschmer (1827–1902) und bezog eine 1852 von dem Architekten Johan Daniel Herholdt (1818–1902) erbaute Villa in Frederiksberg. Die drei Kinder dieser Ehe wurden in Kopenhagen geboren: Einar Johan (1856), Axel Emil (1857) und Anna Susanna (1860). Zum Freundeskreis gehörten zahlreiche Künstler, unter ihnen P. C. (Peter Christian Thamsen) Skovgaard (1817–1875), Vilhelm Marstrand, Vilhelm Kyhn, Constantin Hansen und Christen Dalsgaard. Er starb im 47. Lebensjahr und wurde – wie später auch sein Bruder Johan Adolph – auf dem Alten Friedhof von Fredriksberg beigesetzt.

## Bildnis
- Johan Adolph Kittendorff, Zeichnung
- Fredrik Vermehren (1823–1910), Gemälde

## Werk (Auswahl)
Verlagseditionen:
- Vilhelm Holst: Felttogene 1848, 49, 50 (Feldzüge 1848, 49 50); Illustrationen von Johan Adolph Kittendorff. 1852
- Adam Fabricius: Illustreret Danmarkshistorie (Illustrierte Geschichte Dänemarks); Illustrationen von L. Frølich und Constantin Hansen. 1854/55
- Edvard Erslev: Den Danske Stat (Der dänische Staat). Illustrationen von P.C. Skovgaard und Vilhelm Kyhn. 1855/57
- Niels Bache: Danmarks Norges og Sveriges Historie; mit 253 Holzschnitt-Illustrationen. 5 Bände, 1867/76

Einzelblätter:
- En bondedreng, der fisker (Fischer); Hagbard og Signe, 1852. Børn der stjæler æbler (Der Apfeldieb) und weitere 23 Blätter: Kopenhagen, Kunstmuseum[1]
- Bronzebüste Christian IV., nach Johan Adolph Kittendorff
- Bildnis H. C. Ørsted, Lithografie: Fuglsang, Kunstmuseum

## Ausstellungen
Zwischen 1840 und 1860 war A. Kittendorf in 12 Ausstellungen in Charlottenborg mit 14 eigenen Arbeiten vertreten.